# Josep Miquel Abad i Silvestre
Josep Miquel Abad i Silvestre (Valladolid, 1946) és un aparellador català que viu a Barcelona des que tenia un any; va ser tinent d'alcalde de l'Ajuntament de Barcelona en l'àrea d'urbanisme (1979-1983) al mateix temps que fou membre del comitè executiu del Consorci de la Zona Franca i del Consell d'Administració del Port Autònom de Barcelona, i membre de la comissió mixta per la planificació de les xarxes viaries i dels enllaços ferroviaris de Barcelona. Entre 1979 i 1983 fou president del Col·legi de l'Arquitectura Tècnica de Barcelona. Fou després director general de la Fira de Barcelona (1983-1987) abans que el 1987 fos nomenat conseller delegat del Comitè Organitzador Olímpic (COOB 92) organitzant els Jocs Olímpics de Barcelona de 1992.
Després va fer feines de gestió importants però, ha fugit dels aparadors mediàtics marcant un perfil més de gestor. Va ser director general d'estratègia del Grup Planeta i conseller i membre del comitè executiu d'empreses participades per Planeta com Antena 3 TV i Vueling, aerolínia que va presidir els primers quatre anys (2003-2007). Després fou director general d'El Corte Inglés a Catalunya. L'Ajuntament de Barcelona li va donar la Medalla d'Or al mèrit civil al setembre del 2012, conjuntament amb Leopoldo Rodés.
És germa del sindicalista i lluitador antifranquista Àngel Abad Silvestre.

## Guardons
Orde Olímpic d'or